# Thriller (revista)
Thriller fue una revista de cómics mensual de Toutain Editor que se publicó en España en 1984 (en pleno declive del denominado boom del cómic adulto en España) que, con un precio de 175 pesetas, no tuvo el respaldo esperado y cerró después de 6 números.

## Contenido
Subtitulada con la frase “comics y cuentos negros” fue una revista policíaca y de género noir. En sus páginas colaboraron escribiendo articulistas como Javier Coma y Salvador Vázquez de Parga; guionistas como Sampayo, Carlos Trillo y Enrique Sánchez Abulí; dibujantes como Francisco Solano López, Muñoz,  Horacio Altuna y Jordi Bernet con su Torpedo 1936. Todo ello edulcorado con unas portadas y relatos que le conferían un estilo pulp.
| Números | Título                       | Guionista             | Dibujante              | Procedencia |
| ------- | ---------------------------- | --------------------- | ---------------------- | ----------- |
| 1       | El ejecutor                  | Cary Bates            | Russ Heath             |             |
| 1-6     | Al Copone                    | Coco                  | Coco                   |             |
| 1-6     | Evaristo                     | Carlos Sampayo        | Francisco Solano López |             |
| 1-6     | Titi                         | Andreu Martín         | Mariel                 | Nueva       |
| 1       | El profesional               | Carlos Trillo         | Horacio Altuna         |             |
| 2-5     | Ciudad de noche              | Alberto Ongaro        | Gustavo Trigo          |             |
| 2       | La cadena                    | Enrique Sánchez Abulí | Al Coutelis            |             |
| 3       | Peggy                        | Carlos Trillo         | Horacio Altuna         |             |
| 4       | Morán                        | Ray Collins           | Oswal Fernández        |             |
| 6       | Favor por favor              | Guillermo Saccomano   | Gustavo Trigo          |             |
| 6       | El hermano de Dinarda Mantua | Antonio Rosso         | Juan Giménez           |             |

## Enlaces
- Ficha de Tebeosfera

- Datos: Q2893140